# Lakkihalli, Channarayapatna
Lakkihalli là một làng thuộc tehsil Channarayapatna, huyện Hassan, bang Karnataka, Ấn Độ.